# 김은숙 (1958년)
김은숙(金恩淑, 1958년 9월 15일 ~ 2011년 5월 24일)은 대한민국 소설가이며, 필명은 김백리(金百里)이다. 부산 미국문화원 방화 사건의 주모자로 알려져 있다.

## 생애
1958년, 강원도 철원군에서 태어나 부모의 고향인 부산에서 성장했고 1977년 고신대 기독교육과에 입학했다. 부모는 전통적 보수신앙 집안이었고 고신교단 교회의 중진들이었으나 김은숙은 보수 교단으로 알려진 고신대의 신학생이었지만 신학의 사회참여에 관심이 많았다. 김은숙은 삼촌인 김정준박사가 학장으로 있었던 진보신학의 중심으로 알려진 한국신학대학에 편입을 계획하기도 했으나 결국 포기하고 고신대에서 사회운동을 지속했다. 고신대를 1년 휴학할 때는 사회경험과 학비를 위해 금호고속버스의 안내양으로 몇 달 일하기도 했다.
1982년 3월 18일, 미국이 1980년 5월에 있었던 5·18 광주 민주화 운동을 묵인했다는 생각으로, 대학 4년 재학 중인 문부식 및 동료, 후배들과 부산 미국문화원 방화 사건을 일으켰다. 화재로 동아대학교 학생 1명이 사망하고 3명이 중경상을 입었다. 이후 구속되어 1심 무기징역, 2심에서 징역 10년을 받았고 3심에서 10년 형이 확정되어 경주교도소에 수감되었다. 재판기간 중 황인철, 홍성우, 이돈명, 이순백, 유봉묵, 조성래, 이흥호, 노무현, 정차두, 김광일 등 인권 변호사들이 변호를 맡았고 그 중 많은 이들과 훗날까지 교류하는 관계가 되었다. 
문부식과는 1977년 고신대 입학 후 같은 과 친구 소개로 한 번 만났으나 사귀지는 않았는데, 1학년 마치고 휴학 후 1980년 대학 3학년에 다니면서 영도구 봉래성당 밀알야학에서 사회과목을 맡아 가르치고 있던 중 다시 만나 서로 사귀게 되었다.
방화후 각각 군입대 및 노동현장으로 갈 계획이였으나 사건이 커지고 3월 20일 서정화 내무부장관의 강경한 담화가 발표되자 둘은 일단 도피하기로 했다. 우선 천주교정의구현전국사제단의 지학순 주교에게 갈 목적으로 3월 20일 밤차를 타고 21일 원주에 도착했으나 해외출장 중으로 만날 수 없어 원주교육원의 최기식 신부에게 찾아갔다. 1982년 4월 1일 자수를 두 시간 앞두고 문부식과  결혼식을 대신한 예식을 올렸다. 수감 중에는 서로 옥중 서신교환을 통해 안부를 묻곤 했으나 김은숙의 출옥 이후 여러 이유로 헤어지게 되었다. 
재판 중 리영희교수의 책에서 영향을 받았다는 진술 때문에 리영희교수가 증인으로 법정에서 증언하기도 했고 그 인연으로 김은숙은 출옥 후 리영희 교수의 집에 거주하며 리영희 교수의 집필활동을 돕기도 했다. 
1983년 5년으로 감형되어 4년 8개월을 복역하고 1986년 8월 15일 가석방되었다.  1988.12.21일부로 법적으로 사면 복권되었다. 
출옥 후 곧바로 마산으로 가 마산 창원지역 노동자 외곽조직에서 교육사업을 하다가 1년 만에 서울로 와 구로지역 노동야학을 운영했다. 리영희교수의 집에서  거주하며 리영희교수의 집필작업을 돕기도 했다. 소설가의 뜻을 품고 민족문학작가회의에 가입해서 백리를 가는 꽃향기라는 뜻인 김백리라는 필명으로 저작활동을 했다. 
1993년 계간지 <노둣돌>에 중편소설 <갇힌 자의 순례 1-인영의 하루>를 발표하며 등단했다. 번역가로서도 활발하게 활동하여 〈펼쳐보는 이슬람〉 〈밥 딜런 평전〉 〈흑색수배〉 〈아프리카 소녀 나모〉 〈꿈길의 요술램프〉 등 20여편의 번역서를 냈다. 가정을 꾸렸으나 이혼한 후 두 딸을 홀로 키웠다. 이혼 후 자녀들과 함께 영국으로 이주하여 2년 동안 유학 생활을  한 후 귀국하여 소설 집필과 번역 활동을 했다.  
1995년에 첫 장편소설 《이성이 잠들면 요괴가 눈뜬다》를 발표했다. 전태일의 동생 전순옥의 권고를 따라 2008년부터 2010년까지 평화시장 주변 노동자들의 자녀를 돌보는 종로구 창신동 지역아동센터 〈참 신나는 학교〉를 운영하면서 대표교사로 지냈다. 대표교사로 재직하는 중 전 학생들을 데리고 제주도 자전거 여행을 실시하는 등 활발한 활동을 했다.  
2010년 9월 위암 말기 판정을 받고 여러 병원에서 치료하다가 병세가 악화되어 서울 면목동 녹색병원에 입원했으며, 오랜 친분이 있었던 임수경은 그 사실을 트위터로 알리고 후원 모금을 시작했다. 2011년 4월 6일 병원 로비에서 ‘김은숙과 함께 하는 작은 음악회 - 김은숙에게 사랑과 희망을’가 열렸다. 오랜 친분을 가진 고은시인은 세상에 자신을 드러내려 하지 않았던 김은숙을 비유한 '숨은 꽃'이라는 자작시 낭독으로 회복을 기원했다. 2011년 5월 24일 아침 7시 50분경 다발성 장기부전으로 세상을 떠났으며, 성남 삼성공원묘역에 묻혔다. 그녀가 출석하던 교회, 소설가 조성기목사가 이끄는 산울교회의 교인들에 더하여 부산 미문화원 방화사건으로 함께 수감생활을 했던 김현장(金鉉奬)과 임수경 등이 참석했다.
타계하던 2011년 5월, 민주화 운동 및 
야학과 노동자 자녀를 돌보는 일을 한 공로로 ‘제5회 오월 어머니상’을 받았다.
오랜 세월 김은숙의 영적 스승이었던 함세웅신부의 영향으로 천주교에서 영세(영세명은 에스더)를 받았으나 개신교 고신교단의 전도사였던 어머니의 영향 아래 별세하기 전까지 가족과 함께 개신교회에 출석했다.

## 저서
- 김은숙 (1988). 《불타는 미국: 부미방의진실》. 아가페.
- 김은숙 (1995). 《이성이 잠들면 요괴가 눈뜬다》. 풀빛. ISBN 8974743450.
- 김은숙 (1997), 첫 길, 열림원
- [완전한 순수 시몬느 베이유], 다나베, 다모쓰, 김은숙 번역, 도도, 1991

## 수상
- 2011년 제5회 오월 어머니상